# بين عالمين (مسلسل)
بين عالمين هو مسلسل دراما مصري من إخراج أحمد مدحت وبطولة طارق لطفي، هشام سليم، لقاء الخميسي وحازم سمير. عُرض المسلسل على قناة سي بي سي في 24 سبتمبر 2017.

## قصة المسلسل
تدور أحداث المسلسل حول صراع المال والسلطة، من خلال (مروان) الذي يمتلك شركة عقارات، الذي على الرغم من كونه ملتزم دينيًا إلا أنه يقدم المال ومصلحته في المقام الأول.

## طاقم العمل
- طارق لطفي بدور مروان أبو زيد
- هشام سليم بدور نادر
- لقاء الخميسي بدور ليلى
- حازم سمير بدور هشام
- فيدرا بدور بسنت
- أمير صلاح بدور حمادة
- دارين حداد بدور جومانا
- ريما بدور سلمى
- دينا وشاحي بدور رضوى
- نور محمود بدور علي
- محمد يسري بدور كريم
- وائل عبد العزيز بدور وائل

## وصلات خارجية
- بين عالمين على موقع IMDb (الإنجليزية)
- بين عالمين على موقع قاعدة بيانات الأفلام العربية
- بين عالمين على موقع قاعدة بيانات الفيلم (الإنجليزية)